# Tramlijn Breda - Mastbosch
De tramlijn Tramlijn Breda - Mastbosch was een paardentramlijn in Noord-Brabant. Vanaf station Breda SS liep de lijn via de Havermarkt en de Baronielaan naar het Mastbos.

## Geschiedenis
Tussen juli 1901 en juli 1902 werd de lijn geopend door de TBM. In Breda was er aansluiting op de ZNSM lijn Breda Haagpoort - Breda SS en vanaf 1896 met de tramlijn Breda - Oosterhout van de ZSM.
In de Eindstraat en de Ginnekenstraat deelde de lijn het traject met de tramlijn Ginneken - Breda van de GiTM omdat het hier te smal was om er twee tramlijnen naast elkaar te kunnen laten lopen.
Vanaf 1 januari 1920 wordt het traject via de Baronielaan stilgelegd, op 30 september 1925 wordt ook het resterende gedeelte stilgelegd en de lijn opgebroken.

## Restanten
Van de lijn is niets meer terug te vinden.